# Harry Haddock
Harry Haddock (Glasgow, 1925. július 26. – Rutherglen, 1998. december 18.) skót válogatott labdarúgó. 

## Pályafutása

### Klubcsapatban
1944 és 1946 között az angol Exeter City csapatában játszott. Az 1947–48-as szezonban a St Anthony's FC, az 1948–49-es idényben a Renfrew együttesében szerepelt. 1949 és 1963 között a Clyde FC játékosa volt, melynek tagjaként két skót labdarúgókupát nyert. 

### A válogatottban
1954 és 1958 között 6 alkalommal szerepelt a skót válogatottban. Részt vett az 1958-as világbajnokságon, de nem lépett pályára egyetlen mérkőzésen sem.

## Sikerei, díjai
Clyde FC
- Skót másodosztályú bajnok (3): 1951–52, 1956–57, 1961–62
- Skót kupagyőztes (2): 1954–55, 1957–58